# Sanatóriya Ágriya
Sanatóriya Ágriya (del ruso: Санато́рия «А́грия») es un posiólok del raión de Tuapsé del krai de Krasnodar, en el sur de Rusia. Está situado en las estribaciones meridionales del extremo oeste del Cáucaso Occidental, en la orilla nororiental del mar Negro, 20 km al noroeste de Tuapsé y 93 km al sur de Krasnodar, la capital del krai. Tenía 274 habitantes en 2010.
Pertenece al municipio Novomijáilovskoye.

## Historia
El asentamiento sanatorio Ágriya fue registrado como localidad del krai de Krasnodar el 15 de noviembre de 1977.